# 風部
風部（）は、漢字を部首により分類したグループの一つ。
康熙字典214部首では182番目に置かれる（9画の7番目、戌集の16番目）。

## 概要
「風」字は大気の流動現象である風を意味する。

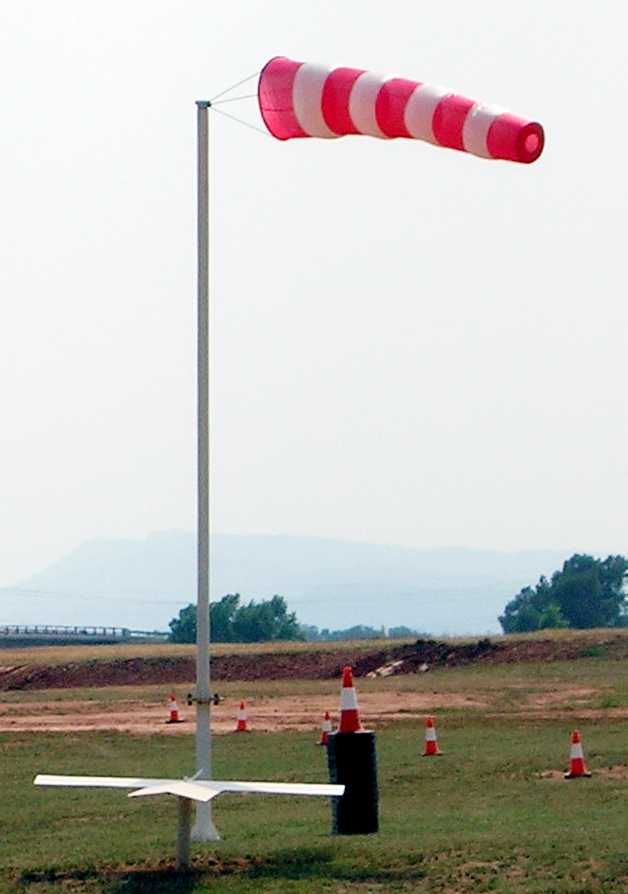

ただし、「風」字には数多くの派生義があるが、風格・風気・風景・風情・風俗・風土など人や土地から感じられるものが多くを占めており、それらの意味は風というもの自体が目に見えないながらも自然界から現れ、人々に感じられるものであり、天地自然と人々を媒介するものであることから生じたと考えられる。また『詩経』ではその地方ごとに伝わる民謡のことを「風」と呼んでいる。
なお古文字は書体ごとに異なる字形で表されている。我々の使う「風」字の原型である小篆は「虫」と「凡」の組み合わせた形声文字で、春に風が吹き虫が生ずるからと説かれる。甲骨文では大気を飛ぶ鳥のような形をしている。また説文古文では「虫」の代わりに「日」が使われている。
偏旁の意符としては風に関することを示す。「颱」「颶」などのように繞の構造を取るほか、「飄」「飆」などのように旁の構造を取る。その他、日本では風字の几の部分だけを取って、「凪」「凩」などの国字を作り、「かざがまえ」という名称を付けているが、これらの字は几部に属する。
中国の簡体字では「风」の形になる。

## 部首の通称
- 日本：かぜ、ふうにょう
- 韓国：바람풍부（baram pung bu、かぜの風部）
- 英米：Radical wind

## 部首字
風
- 中古音
  - 広韻 - 方戎切、東韻、平声
  - 詩韻 - 東韻、平声
  - 三十六字母 - 非母
- 現代音
  - 普通話 - ピンイン：fēng 注音：ㄈㄥ ウェード式：feng1
  - 広東語 - Jyutping:fung1 イェール式:fung1
- 日本語 - 音：フウ（漢音）・フ・フウ（呉音） 訓：かぜ
- 朝鮮語 - 音：풍(pung) 訓：바람（baram、かぜ）・풍속（pungsok、風俗）・경치（gyeongchi、景色）・모습（moseup、すがた）

## 例字
- 風
  - 3:颪、5:颯・颱、9:颶、11:飄、12:飆
  - 嵐→山部